# Charles Chilton Moore

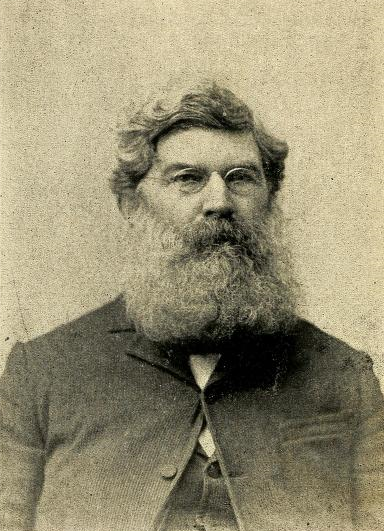
Charles Chilton Moore (1889)

Charles Chilton Moore (* 20. Dezember 1837 in Quaker Acre, Lexington, Kentucky; † 7. Februar 1906 ebenda) war ein US-amerikanischer Bürgerrechtler und Herausgeber. Als Stimme des Atheismus erlangte er Bekanntheit für seinen Einsatz gegen die Vorherrschaft der Religion.

## Leben
Moore war ein Enkel des Religionsreformers Barton W. Stone und wurde in dessen Tradition zunächst Prediger. Während dieser Tätigkeit erkannte er durch sein tiefes Wissen über das Christentum dessen unüberwindliche Widersprüche. Im Jahr 1884 gründete er die Zeitschrift Blue Grass Blade, die er ab dann herausgab. Seinen Mut zur Opposition gegenüber der Religion und der Bibel bezahlte Moore mit Gefängnisstrafen. Er setzte sich für die freie Rede und die Rechte der Frauen ein.

## Werk (Auswahl)
- Behind the Bars